# Åkervinda
Åkervinda (Convolvulus arvensis) är en art inom familjen vindeväxter.

## Utbredning
Arten förekommer i tempererade områden i Europa och Asien. I Sverige finns åkervindan upp till mellersta Norrland, men är i Norge och Finland begränsad till de sydliga landskapen.

## Habitat
Ruderatmark, vägkanter, järnvägsbankar.

## Beskrivning

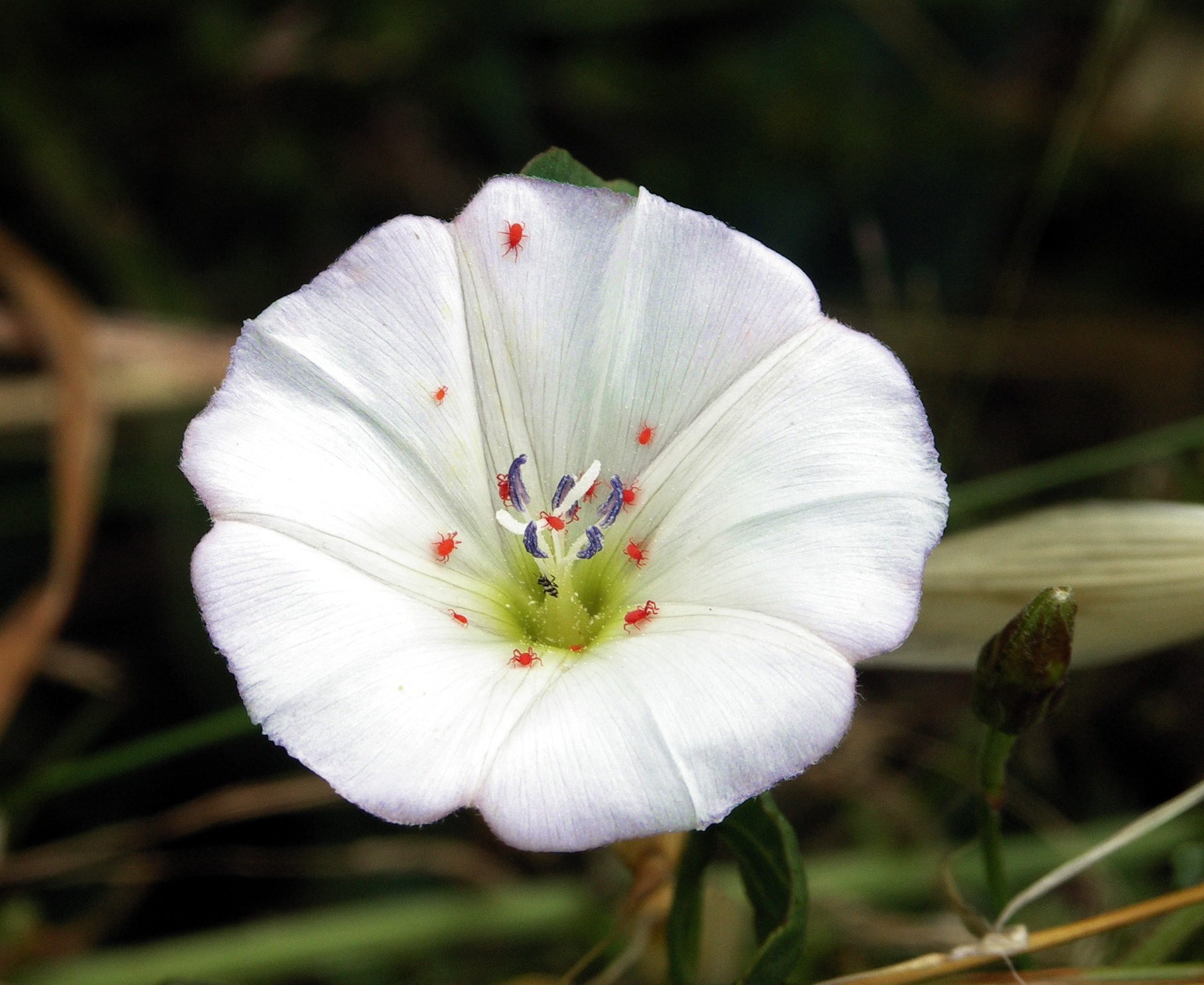
Blomma med kvalster av släktet Trombidium.

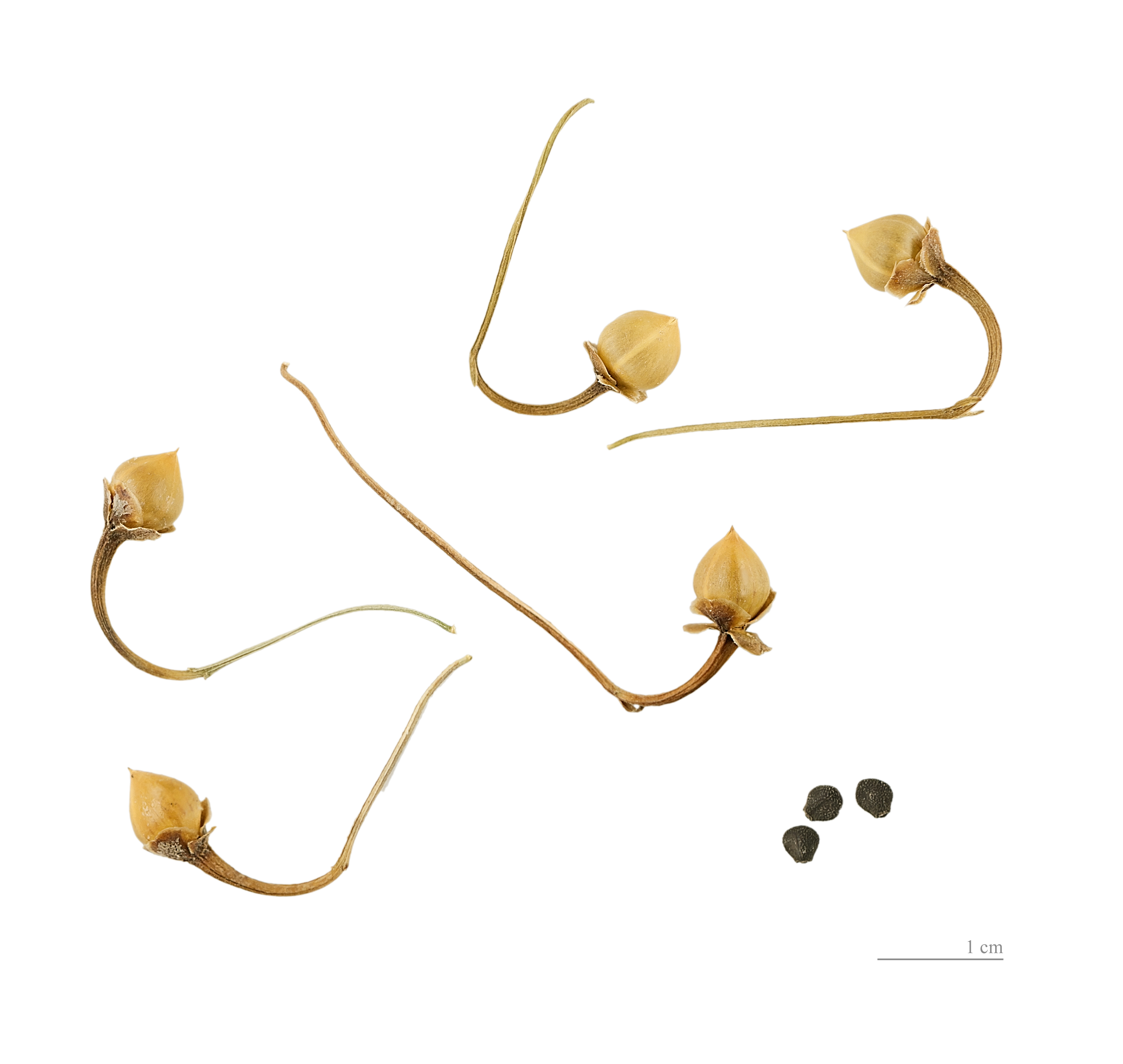
Convolvulus arvensis

Åkervinda är en mångformig flerårig ört med mer eller mindre förvedade jordstammar.
Stjälkarna är krypande eller klättrande, upp till 150 cm långa, kala eller något håriga. I de klättrande formerna har stjälken blivit styv genom vridning. Tvärsnittet kan vara cirkulärt eller elliptiskt (se bild avsnitt Externa länkar).
Bladen är skaftade, avlånga till äggrunda 1,5–5 × 1–4 cm, kala eller håriga, bladbasen är pillik till hjärtlik.
Blommorna kommer i juli–augusti med 1–3 st placerade tillsammans i bladvecken. Kronan är vriden i knoppläget, vit eller rosa, brett trattlik 1,5–2,6 cm lång, brämet är grunt femflikigt. Ståndarna är fem till antalet, två långa, två korta och den femte av medellängd. Den praktiska vinsten av olika längd på ståndarna är kanske att ståndarknapparna kan få mer plats än om de satt i jämnhöjd, och således lättare beröras av pollinatörerna. 
Frukten är en tvårummig kapsel, med fyra frön eller färre. Fröet har en tät, grå, hornartad, vid fuktning slemmig frövita där en grönfärgad grodd (embryo, växtanlag) ligger inbäddad. Nederst i fröanlaget är fröets rothål. Där innanför ligger groddens rot (rotanlaget eller "lillroten") och längre in i fröet de stora, veckade eller hopskrynklade hjärtbladen. 
Arten har uppdelats i många underarter och varieteter. Vanligen erkänns inte dessa i moderna floror. Det finns även odlade former med blommor i många olika färgställningar.
Åkervindan hör till de svåra ogräsen och kan vara svår att få bort från oönskade platser. En orsak är att varje individ kan ge upp till 500 frön, och varje frö kan överleva i jorden upp till 20 år, innan det gror.
Artepitetet arvensis (Lat.) betyder "tillhör åkern", men där är den invasiv.

## Synonymer
- Convolvulus ambigens House
- Convolvulus arvensis f. purpurascens T.Tacik
- Convolvulus arvensis f. rehmanii T.Tacik
- Convolvulus arvensis subsp. crispatus Franco
- Convolvulus arvensis var. angustatus Ledebour
- Convolvulus arvensis var. crassifolius Choisy
- Convolvulus arvensis var. hastulatus Meisn.
- Convolvulus arvensis var. linearifolius Choisy
- Convolvulus arvensis var. obtusifolius Choisy
- Convolvulus arvensis var. parvifolius Choisy
- Convolvulus arvensis var. prostratus Rouy
- Convolvulus arvensis var. pumilus Choisy
- Convolvulus arvensis var. sagittatus Ledebour
- Convolvulus arvensis var. sagittifolius Fisch.
- Convolvulus arvensis var. sagittifolius Turczaninow nom. illeg.
- Convolvulus arvensis var. villosus Choisy
- Convolvulus auriculatus Desr.
- Convolvulus cherleri Agardh ex Roem. & Schult.
- Convolvulus chinensis Ker Gawler
- Convolvulus corsicus Roem. & Schult.
- Convolvulus fischerianus Petrov
- Convolvulus longipedicellatus Sa'ad
- Convolvulus minor Bubani nom. illeg.
- Convolvulus prostratus F.W.Schmidt nom. illeg.
- Convolvulus sagittifolius (Fisch.) T.Liou & Ling nom. illeg.
- Convolvulus sagittifolius Fisch. ex Choisy nom. illeg.
- Convolvulus sagittifolius Salisbury nom. illeg.
- Lizeron arvensis (L.) Rafinesque
- Lizeron chinensis (Ker Gawl.) Rafinesque
- Strophocaulos arvensis (L.) Small, 1933

## Bygdemål
| Namn          | Trakt   | Ref.  | Kommentar |
| ------------- | ------- | ----- | --------- |
| Bräudkallå    | Gotland | [ 2 ] |           |
| Kärringtarmar |         | [ 3 ] |           |